# Aga Buriàtia
|  | Aquest article tracta sobre l'antic districte autònom. Vegeu-ne altres significats a «Buriats de l'Aguin». |

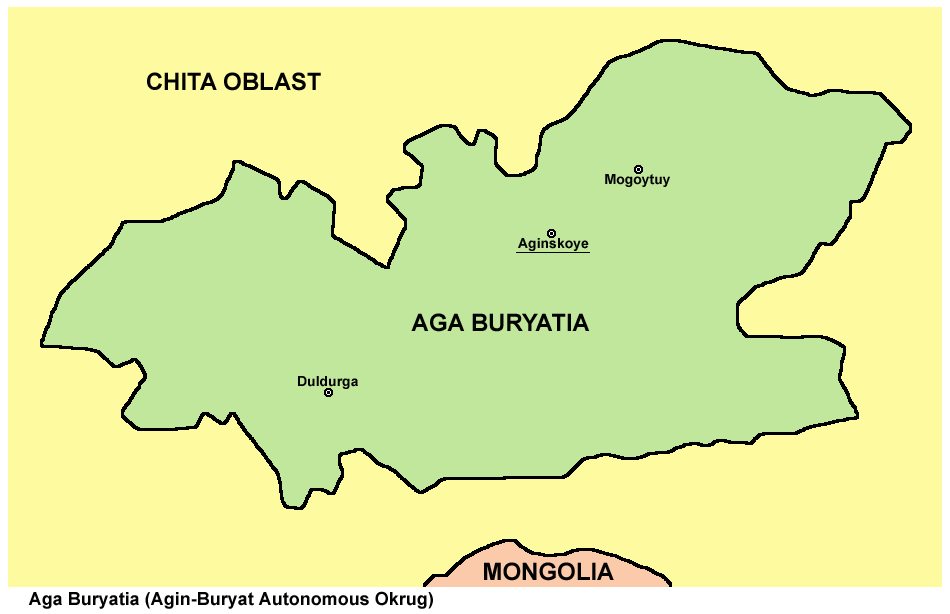
Mapa d'Aga Buriàtia fins a 2008

Aga Buriàtia (buriat: Агын Буряадай автономито тойрог, Aguin Buriaadai avtonomito toirog; rus: Аги́нский-Буря́тский автоно́мный о́круг, Aguinski-Buriatski avtonomni ókrug) fou un districte autònom (subjecte federal) de la Federació Russa pertanyent a la província de Txità, Aquest territori es va crear per primera vegada en la seva forma moderna el 26 de setembre de 1937 com a okrug. Després del canvi de l'etnònim "Buryat-Mongol" a "Buryat" el 16 de setembre de 1958, la regió va passar a anomenar-se Agin-Buryat National Okrug i es va convertir en l'Agin-Buryat Autònoma Okrug el 7 d'octubre de 1977.
L'1 de març del 2008 per donar lloc al nou krai de Zabaikàlie, on ara és un simple districte administratiu més. Tenia una extensió de 19.312 km² i una població de 72.773 habitants segons el cens rus del 2002.
Aquest territori es va crear per primera vegada en la seva forma moderna el 26 de setembre de 1937 com a Okrug Nacional d'Agin Buryat-Mongol dins de l'Oblast de Chita. Després del canvi de l'etnònim "Buryat-Mongol" a "Buryat" el 16 de setembre de 1958, la regió va passar a anomenar-se Agin-Buryat National Okrug i es va convertir en l'Agin-Buryat Autònoma Okrug el 7 d'octubre de 1977.

## Població
Pel que fa a l'origen ètnic dels habitants de l'antic districte (segons el cens rus del 2002), n'hi havia de 54 procedències diferents, de les que les principals grups són els buriats (62,5%) o russos (35,1%), els tàtars uns 390 (0,5%) i altres grups encara més petits. Abans de l'annexió al Transbaikal, hi havia hagut algunes peticions d'integrar el districte dins la república de Buriàtia. El buriat i el rus n'eren els idiomes oficials.
|         | cens 1959      | cens 1970      | cens 1979      | cens 1989      | cens 2002      |
| ------- | -------------- | -------------- | -------------- | -------------- | -------------- |
| Buriats | 23.374 (47,6%) | 33.117 (50,4%) | 35.868 (52,0%) | 42.362 (54,9%) | 45.149 (62,5%) |
| Russos  | 23.857 (48,6%) | 28.966 (44,0%) | 29.098 (42,1%) | 31.473 (40,8%) | 25.366 (35,1%) |
| Altres  | 1.878 (3,8%)   | 3.685 (5,6%)   | 4.069 (5,9%)   | 3.353 (4,3%)   | 1.698 (2,4%)   |